# Thulani Hlatshwayo
Thulani Tyson Hlatshwayo (ur. 18 grudnia 1989 w Soweto) – południowoafrykański piłkarz grający na pozycji środkowego obrońcy. Od 2014 jest zawodnikiem klubu Bidvest Wits.

## Kariera klubowa
Swoją karierę piłkarską Hlatshwayo rozpoczął w klubie Senaoane Gunners FC. W 2005 roku podjął treningi w Ajaksie Kapsztad. W 2009 roku stał się członkiem pierwszego zespołu. 9 sierpnia 2009 zadebiutował w jego barwach w Premier Soccer League w przegranym 0:1 domowym meczu z Orlando Pirates. W sezonie 2010/2011 wywalczył z Ajaksem wicemistrzostwo Południowej Afryki.
W 2014 roku Hlatshwayo przeszedł do klubu Bidvest Wits. Swój debiut w nim zaliczył 9 sierpnia 2014 w wygranym 1:0 wyjazdowym meczu z Supersport United.
| Sezon   | Klub         | Kraj              | Rozgrywki | Mecze | Gole |
| ------- | ------------ | ----------------- | --------- | ----- | ---- |
| 2009/10 | Bidvest Wits | Południowa Afryka | PSL       | 20    | 1    |
| 2010/11 | Bidvest Wits | Południowa Afryka | PSL       | 21    | 1    |
| 2011/12 | Bidvest Wits | Południowa Afryka | PSL       | 27    | 6    |
| 2012/13 | Bidvest Wits | Południowa Afryka | PSL       | 28    | 4    |
| 2013/14 | Bidvest Wits | Południowa Afryka | PSL       | 27    | 8    |
| 2014/15 | Bidvest Wits | Południowa Afryka | PSL       | 24    | 4    |
| 2015/16 | Bidvest Wits | Południowa Afryka | PSL       |       |      |

## Kariera reprezentacyjna
W 2009 roku Hlatshwayo wystąpił z kadrą U-20 na Mistrzostwach Świata U-20. W reprezentacji Południowej Afryki zadebiutował 13 lipca 2013 w wygranym 2:1 meczu COSAFA Cup 2013 z Namibią. Na tym turnieju zajął 3. miejsce. W 2015 roku został powołany do kadry na Puchar Narodów Afryki 2015. Rozegrał na nim dwa mecze: z Algierią (1:3) i z Senegalem (1:1).